# Evelina Nikolova
Evelina Nikolova (Евелина Георгиева Николова; Petrich, 18 de janeiro de 1993) é uma lutadora de estilo-livre búlgara, medalhista olímpica.

## Carreira
Nikolova participou dos Jogos Olímpicos de Verão de 2020 em Tóquio, onde participou do confronto de peso leve, conquistando a medalha de bronze após derrotar a russa Valeria Koblova.